# Sedraž
Sedraž este o localitate din comuna Laško, Slovenia, cu o populație de 170 de locuitori.